# 伊藤実 (漫画家)
伊藤 実（いとう みのる、8月25日生）は、日本の漫画家。女性。秋田県出身。血液型A型。1981年にデビュー。

## 略歴
代表作は1987年から約3年間連載された『おがみ松吾郎』（講談社少年マガジンコミックス）。講談社の女性向け雑誌『BE・LOVE』に連載された、『アイシテル〜海容〜』は2009年に日本テレビ系にてテレビドラマ化され、4月から6月にかけて全10回放送された。続編の『アイシテル〜絆〜』もスペシャルドラマとして2011年に放送された。夫は同じく漫画家の真船一雄
アーノルド・シュワルツェネッガーの大ファンで、彼が来日した際、手作りのマスコット人形をプレゼントした。この時、「頭をなでてもらい、シャツにサインをしてもらった。とても感激した」と語っている。
現在は、自身の一次創作・二次創作漫画を公開しているBLのweb漫画サイトを中心に描いている。

## 作品リスト
- せいしゅん添加物（少年ジェッツ、白泉社）全2巻
  1. ISBN 9784592130505（1985年5月）
  2. ISBN 9784592130772（1986年3月）
- おがみ松吾郎（マガジン、講談社）単行本全15巻、新装版全9巻
- やってらんねえや（講談社）ISBN 9784063114041（1988年11月）※短編集
- スター・ステップス（少年ジェッツ、白泉社）全2巻 原作：雁屋哲
  1. ISBN 9784592135630（1989年2月）
  2. ISBN 9784592135647（1989年4月）
- どぶてけし（講談社）ISBN 9784063131741（1990年10月）
- しまっていこー!（別冊Kiss variet、One more Kiss、講談社）全2巻
- アイシテル〜海容〜（BE・LOVE、講談社）全2巻
  - アイシテル〜絆〜（BE・LOVE、講談社）全2巻
- チィ寮母（講談社）全2巻
  1. ISBN 9784063757804（2009年6月）
  2. ISBN 9784063757798（2009年6月）

### アンソロジー
- 東日本ふるさと物語（2011年8月、徳間書店）
  - ドッコイショー・ドッコイショ